# الحاج العربي (السويهلة)
الحاج العربي هو دُوَّار يقع بجماعة السويهلة، عمالة مراكش، جهة مراكش آسفي في المملكة المغربية. ينتمي الدوّار لمشيخة السويهلة التي تضم 44 دوار. يقدر عدد سكانه بـ 7500 نسمة حسب الإحصاء الرسمي للسكان والسكنى لسنة 2014.

## روابط خارجية
- البوابة الوطنية للجماعات الترابية
- المندوبية السامية للتخطيط